# Установка для производства кислорода по методу КЦА

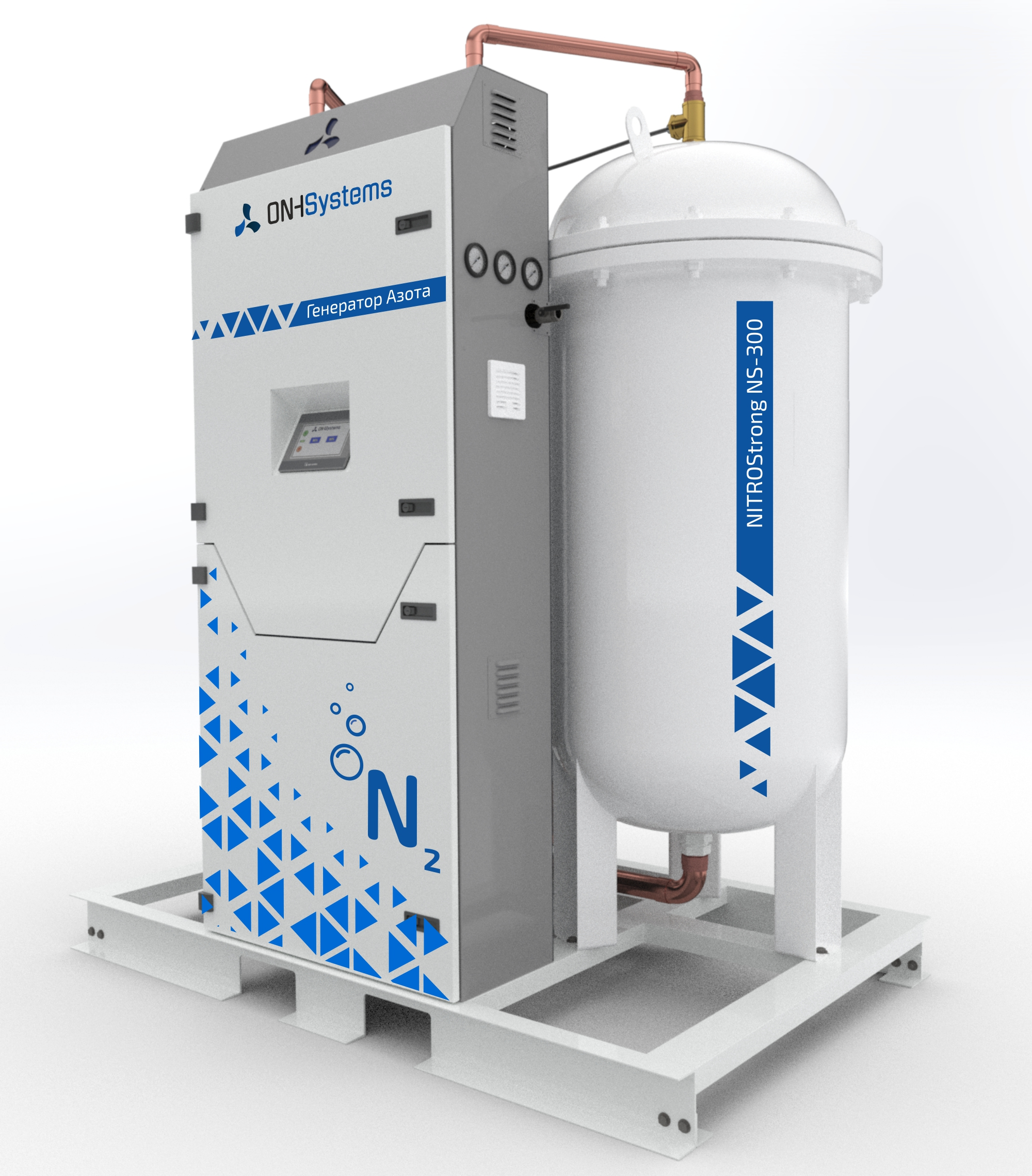
Адсорбционный генератор азота

Установка для производства кислорода по методу КЦА — это аппарат для производства кислорода с использованием технологии короткоцикловой адсорбции, позволяющей выделять кислород из воздуха.
Суть технологии КЦА заключается в том, что под высоким давлением с помощью молекулярного сита из цеолита молекулы кислорода отделяются от азота и других газов, содержащихся в воздухе. Особенностью цеолита является способность притягивать и удерживать молекулы азота, пропуская кислород. При снижении давления цеолит «отпускает» удержанные молекулы. В результате на выходе из генератора получается кислород высокой чистоты.

## Процесс
Воздух состоит из 78 % азота, 21 % кислорода, 0,9 % аргона и 0,1 % редких газов. В технологии КЦА используется 2 резервуара, заполненных молекулярным ситом из цеолита, удерживающего азот из воздуха и пропускающего кислород.
Сжатый воздух запускается в первый резервуар генератора, молекулярное сито задерживает азот и пропускает кислород. Кислород выходит из верхней части генератора, питая трубопроводную сеть медицинского учреждения.

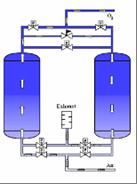
Colonnes de zéolite du générateur PSA

## Применение
Кислородная установка — экономически выгодный и экологически чистый источник кислорода. Это — надёжная и менее затратная  альтернатива доставке кислорода в баллонах (нет риска взрыва, зависимости от доставок, необходимости организовывать специальное хранилище). Установка может быть использована в следующих отраслях:
- Медицина и здравоохранение
- Фармакология
- Очистка сточных вод, и т. д.

Такие установки незаменимы в труднодоступных зонах и для мобильных госпиталей.

## Крупнейшие производители генераторов кислорода
- ONH Systems [5]